# Aces High
Aces High è un singolo del gruppo musicale britannico Iron Maiden, il secondo estratto dal quinto album in studio Powerslave e pubblicato il 22 ottobre 1984.

## Descrizione
Brano d'apertura dell'album, Aces High è considerato uno dei brani più rappresentativi del gruppo nonché una delle migliori interpretazioni di Bruce Dickinson (particolarmente noto è l'acuto finale). La canzone racconta del bombardamento nazista su Londra durante la Seconda guerra mondiale dal punto di vista di un pilota inglese impegnato contro l'aviazione tedesca. Nell'album live pubblicato dopo Powerslave, Live After Death, la canzone è preceduta dalla registrazione di un celebre discorso di Winston Churchill.
Dopo il ritorno di Bruce Dickinson nel 1999, i fan hanno avuto la possibilità di scegliere sul forum le canzoni che gli artisti dovevano suonare e Aces High è stata una delle più votate. Coerentemente con un cambiamento di stile nel cantato di Dickinson, la nuova versione del brano non si conclude con il celebre acuto, ma con una melodia a scendere. Nel 2008 il gruppo ha riproposto di suonare il brano dal vivo, durante il quale Dickinson ripropone il suo noto acuto a fine brano. Altra variazione nell'esecuzione viene fatta nei tour del 2012 e del 2018 dove Dickinson canta il ritornello finale come proposto nel 1999, mentre il noto acuto viene eseguito sulle note finali della canzone.

## Pubblicazione
Il singolo è uscito insieme a due b-side, ovvero King of Twilight (una cover dei Nektar) e una versione dal vivo di The Number of the Beast registrata durante il World Piece Tour del 1983.

## Tracce
1. Aces High  (Harris) - 4:31
2. King of Twilight  (Nektar cover) - 4:54
3. The Number of the Beast  (Harris) - 4:57

## Formazione
- Bruce Dickinson – voce
- Dave Murray – chitarra
- Adrian Smith – chitarra
- Steve Harris – basso
- Nicko McBrain – batteria

## Cover
La band finlandese Children of Bodom ha inciso una propria versione di Aces High nell'album Skeletons in the Closet uscito il 22 settembre 2009. Inoltre la band svedese Arch Enemy ha inciso una propria versione di questo pezzo nell'album Dark Earth, del 1996.